# Economia da cidade de São Paulo
A economia de São Paulo forma o maior Produto Interno Bruto (PIB) municipal do Brasil, fazendo da capital paulista a 10ª mais rica do mundo e, segundo previsões, será em 2025, a 6ª cidade mais rica do planeta.
Segundo dados do IBGE, em 2017 seu PIB foi de R$ 699,28 bilhões. Em 2005, aproximadamente 12,26% do PIB brasileiro e 36% de toda produção de bens e serviços do estado de São Paulo foi gerado na metrópole.
Muitos analistas também têm apontado São Paulo como uma importante "cidade global" (ou "metrópole global", classificação dividida apenas com o Rio de Janeiro entre as cidades brasileiras). Como "cidade global", São Paulo teria acesso às principais rotas aeroviárias mundiais, às principais redes de informação, assim como sediaria filiais de empresas transnacionais de importância global e importantes instituições financeiras. Esta designação, porém, também é criticada por outros  estudiosos devido às contradições e particularidades de uma grande cidade latino-americana, visto que segundo eles a mesma apresenta graves problemas de exclusão social e segregação espacial, configurando-a como metrópole economicamente periférica no cenário capitalista global. Apesar de ser o centro financeiro do país, São Paulo apresenta também alto índice de negócios ligados à economia informal. Neste mesmo cenário, segundo dados de 2001 da prefeitura do município, cerca um milhão de paulistanos (aproximadamente dez por cento da população) vivia abaixo da linha de pobreza.

## Estatísticas

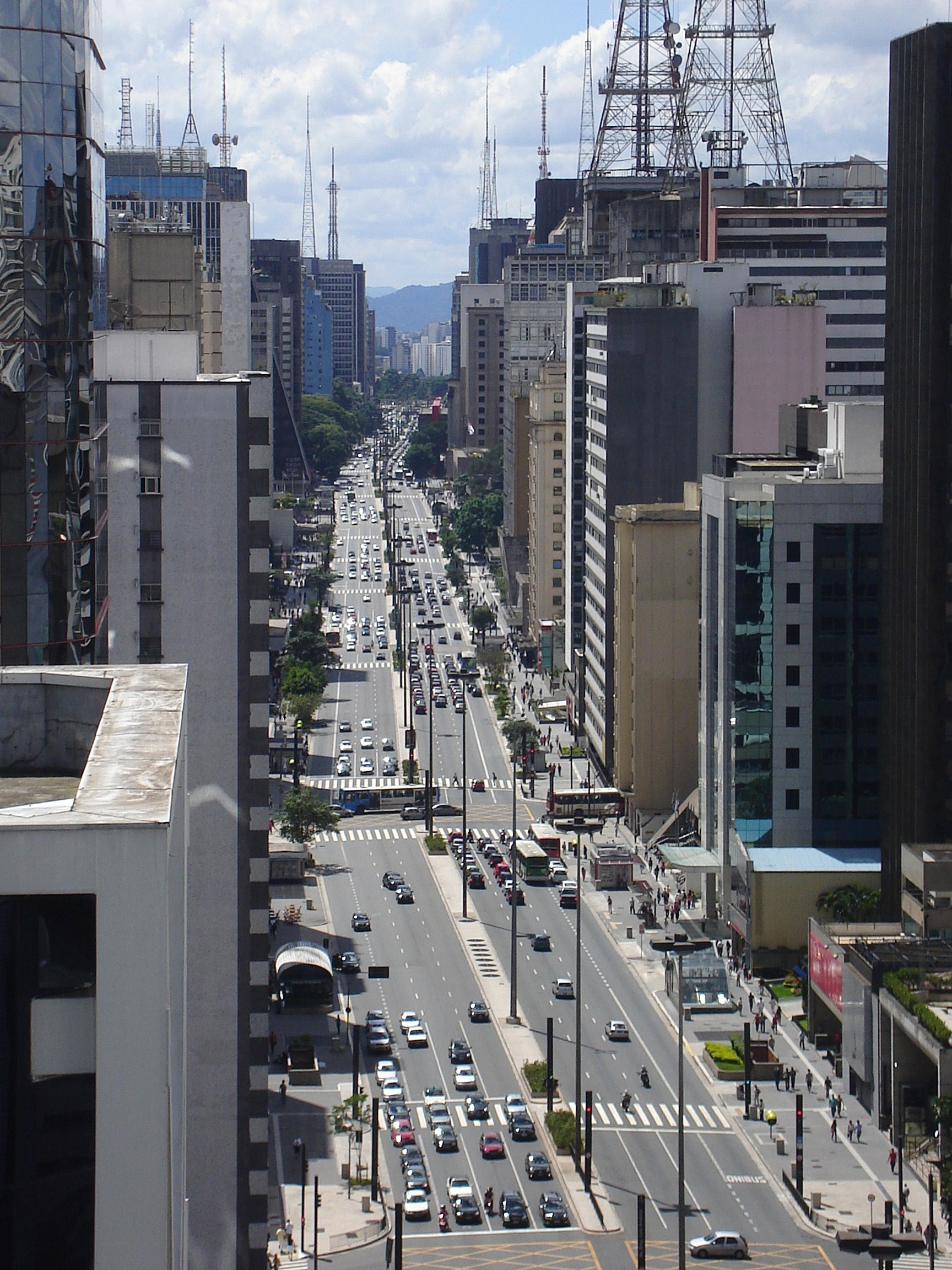
Avenida Paulista, o mais tradicional e importante centro financeiro da cidade e do Brasil.

A magnitude econômica da cidade de São Paulo é tamanha que pode ser comparada a de um país. Com um orçamento anual de R$ 42 bilhões e arrecadação de mais de R$ 17 bilhões, o Produto Interno Bruto (PIB) da capital paulista é bastante expressivo (cerca de 700 bilhões de reais).
| Evolução do Produto Interno Bruto (PIB) | Evolução do Produto Interno Bruto (PIB) | Evolução do Produto Interno Bruto (PIB) | Evolução do Produto Interno Bruto (PIB) |
| Ano                                     | PIB (R$ 1000)                           | PIB per Capita (R$)                     |                                         |
| --------------------------------------- | --------------------------------------- | --------------------------------------- | --------------------------------------- |
| 2002                                    | 188 706 119                             | 17 701                                  |                                         |
| 2003                                    | 206 365 288                             | 19 197                                  |                                         |
| 2004                                    | 219 862 352                             | 20 285                                  |                                         |
| 2005                                    | 254 874 224                             | 23 323                                  |                                         |
| 2006                                    | 283 840 192                             | 25 765                                  |                                         |
| 2007                                    | 321 826 047                             | 29 562                                  |                                         |
| 2008                                    | 354 089 105                             | 32 218                                  |                                         |
| 2009                                    | 389 816 220                             | 35 317                                  |                                         |
| 2010                                    | 450 491 988                             | 40 063                                  |                                         |
| 2011                                    | 501 964 421                             | 44 358                                  |                                         |
| 2012                                    | 538 877 121                             | 47 366                                  |                                         |
| 2013                                    | 582 079 726                             | 49 237                                  |                                         |
| 2014                                    | 621 917 372                             | 52 280                                  |                                         |
| 2015                                    | 653 646 991                             | 54 617                                  |                                         |
| 2016                                    | 683 066 697                             | 56 741                                  |                                         |
| 2017                                    | 699 288 352                             | 57 759                                  |                                         |
| 2018                                    | 714 663 604                             | 58 690                                  |                                         |
| 2019                                    | 763 597 807                             | 62 324                                  |                                         |
| 2020                                    | 748 759 006                             | 60 750                                  |                                         |

A cidade abriga 63% das sedes de grupos internacionais instalados no país, oito das dez maiores corretoras de valores e cinco das dez maiores empresas de seguros, gerando, isoladamente, mais riqueza do que 22 estados estadunidenses (como exemplo, o Maine e New Hampshire), segundo pesquisa realizada pela Federação do Comércio do Estado de São Paulo (Fecomercio).
Em 2019, a cidade foi responsável por 10,33% do PIB nacional, um montante 11,84% superior à contribuição de todo o estado de Minas Gerais e 1,3% superior à contribuição de todo o estado do Rio de Janeiro. Portanto, se o município fosse uma unidade da federação brasileira, seria o segundo estado mais rico do país, superado apenas pelo próprio estado de São Paulo.

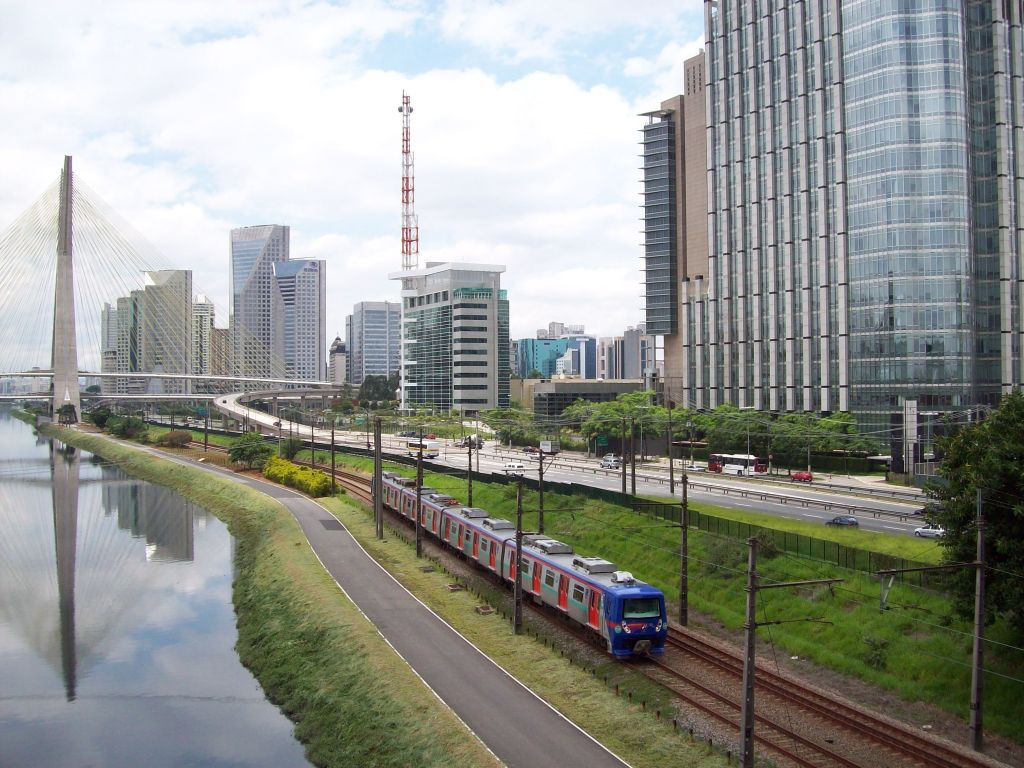
Brooklin Novo, um dos principais e mais recentes centros financeiros da cidade.

Se a capital paulista fosse uma nação, seria a 60ª maior economia do mundo. A cidade gera um PIB (Produto Interno Bruto) de R$ 748 bilhões ou de US$ 150 bilhões. O montante é superior ao PIB de países como Marrocos, Bulgária, Luxemburgo e Uruguai. Os dados são relativos a 2022. Na comparação com países da América Latina, São Paulo ocupa a 6ª posição, perdendo apenas para Brasil (US$ 1.894.708), Argentina (US$ 630.698), Colômbia (US$ 342.919), Chile (US$ 310.866) e Peru (239.333). Para ter uma ideia, o PIB paulistano de 2019 equivale a 24,3% do PIB argentino.
São Paulo encontra-se posicionada na 18ª colocação do ranking das cidades mais globalizadas – as chamadas cidades globais –, um estudo elaborado em 2020 pelo Globalization and World Cities Study Group & Network (GaWC), da Universidade de Loughborough, no Reino Unido.
Em 2019 seu PIB per capita foi de R$ 62,3 mil.
Na metrópole está sediada a B3, a segunda maior Bolsa de valores do mundo em valor de mercado, sendo a maior do continente Americano.
| Empresas de São Paulo no Financial Times Global 500 em 2015 |  |               |  |     |  |       |
| SP                                                          |  | Empresa       |  | BRA |  | Mundo |
| 1                                                           |  | Ambev         |  | 1   |  | 88    |
| 2                                                           |  | Itaú Unibanco |  | 2   |  | 166   |
| 3                                                           |  | Bradesco      |  | 3   |  | 234   |

## Composição econômica
| Serviços  | 46,3 % |
| Comércio  | 39,4 % |
| Indústria | 11,9 % |

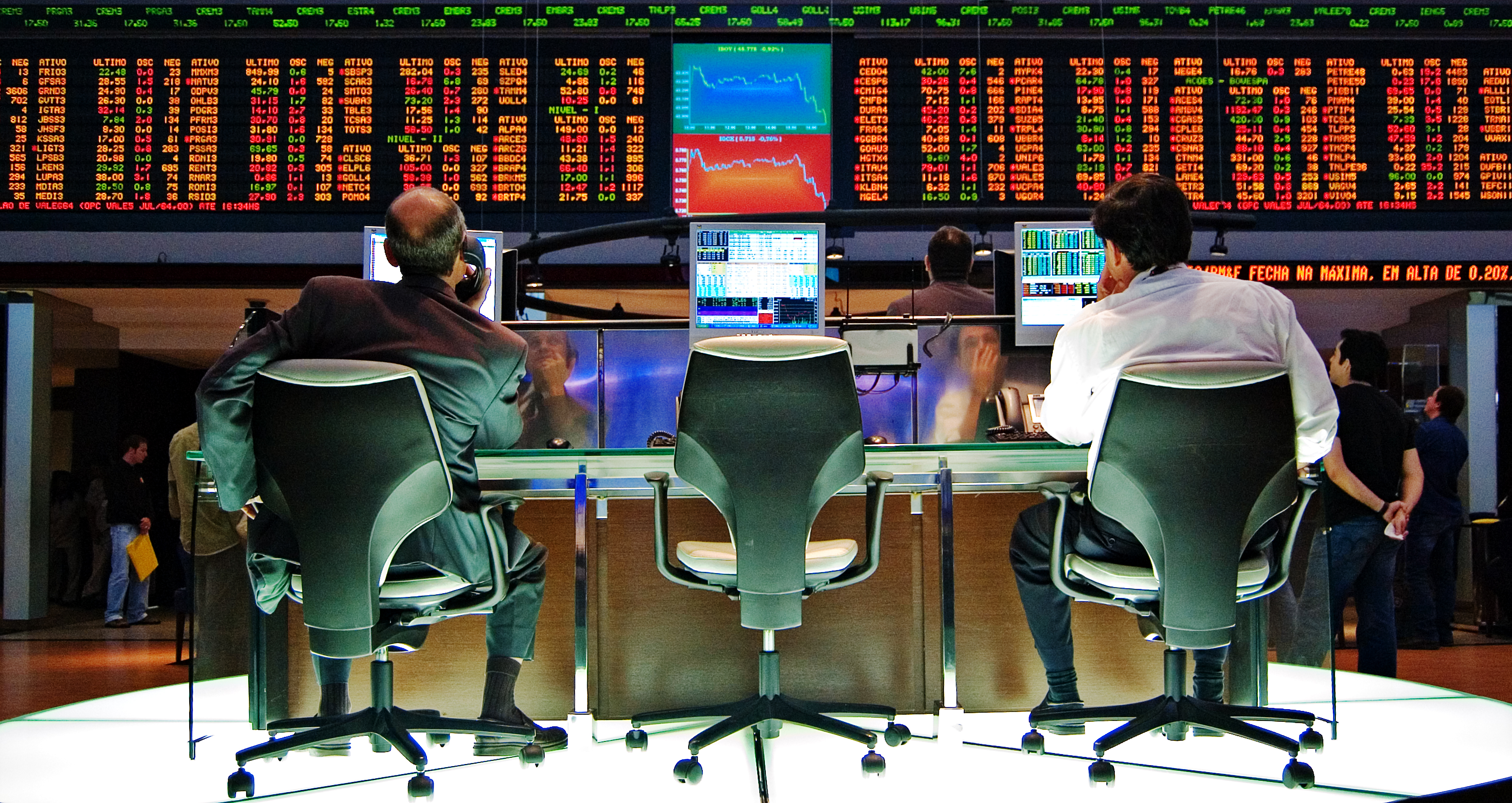
Painel de cotações da B3, uma das maiores bolsas de valores do mundo.

Nos últimos anos, São Paulo tem passado por uma nítida transformação em sua economia.
Durante muito tempo a indústria constituiu uma atividade econômica bastante presente no município.
Porém, São Paulo tem atravessado nas últimas três décadas uma clara mudança em seu perfil econômico: de uma cidade com forte caráter industrial, o município tem cada vez mais assumido um papel de cidade terciária, pólo de serviços e negócios para o país.
Em São Paulo, por exemplo, está sediada a B3, a bolsa oficial do Brasil. A BM&FBovespa é a maior bolsa de valores da América Latina e a 2ª maior do mundo.

## Turismo

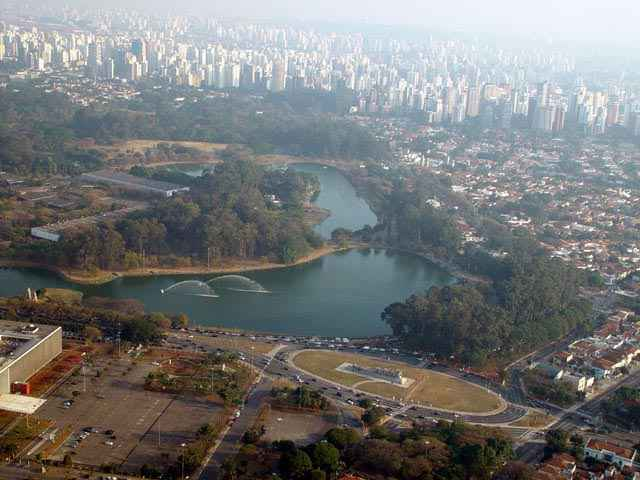
Vista aérea do Parque do Ibirapuera, o principal e mais famoso parque da cidade, assim como um de seus mais ilustres pontos turísticos.

A cidade é um dos maiores indutores de turismo no Brasil, sendo a cidade mais visitada no país pelo turismo de negócios e ocupando a terceira posição à procura de lazer.
Por ser considerada o principal centro financeiro da América Latina, possui a maior rede hoteleira do país, e recebe muitos dos principais eventos nacionais e internacionais que ocorrem no Brasil, entre eles estão o São Paulo Fashion Week, Bienal Internacional de Arte de São Paulo, Grande Prêmio do Brasil, Parada do Orgulho GLBT, entre outros, além das feiras, congressos e exposições específicos de determinadas áreas de atuação do mercado ou da academia.

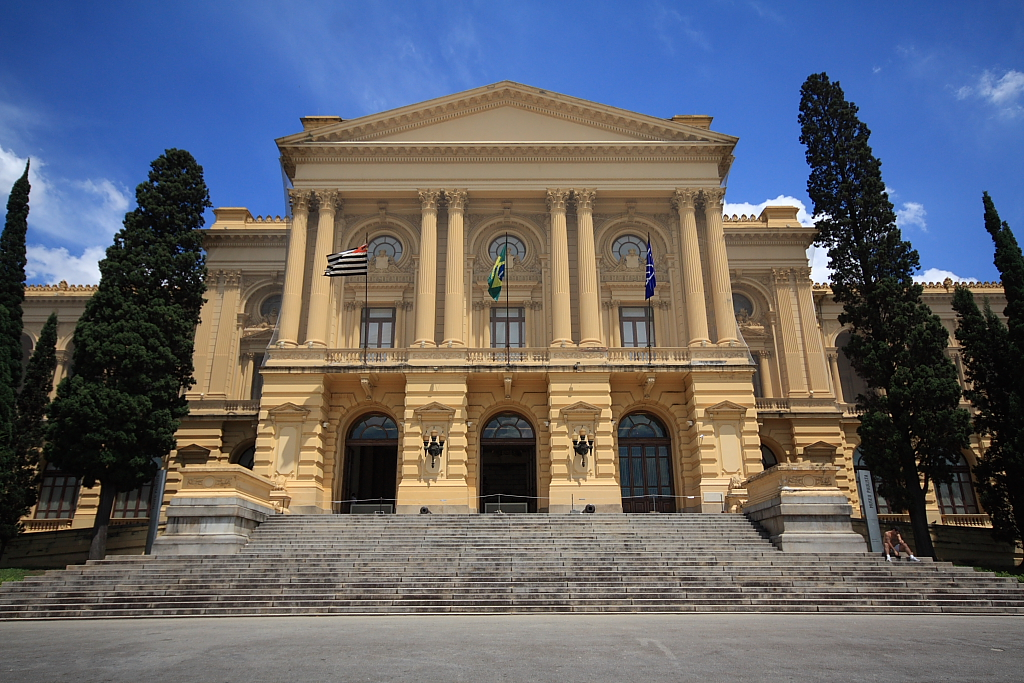
Museu do Ipiranga, um dos símbolos da história da cidade e do país.

O turismo cultural também se destaca na metrópole, devido ao número de museus, teatros, centros culturais e salas de concerto. Entre os mais famosos estão, o MASP, Museu do Ipiranga, Museu da Língua Portuguesa, Pinacoteca do Estado, Instituto Butantan, Sala São Paulo, Teatro Municipal de São Paulo, Pátio do Colégio, etc.
É a terceira cidade brasileira visitada por turistas estrangeiros em busca de lazer, devido aos seus parques, reservas ambientais, shoppings centers e pelos diversos pontos turísticos, dentre museus, monumentos, shows, eventos, etc. Entre os mais procurados estão, a Avenida Paulista, a região dos Jardins, Parque Ibirapuera e os diversos ícones da cidade localizados na região central de São Paulo, com destaque para o Centro histórico. É nele que estão situados os primórdios da cidade como: O Pátio do Colégio, a Praça e Catedral da Sé, Vale do Anhangabaú, Praça da República, os edifícios Martinelli, Altino Arantes, Itália, Copan e Mirante do Vale.

### Estatísticas

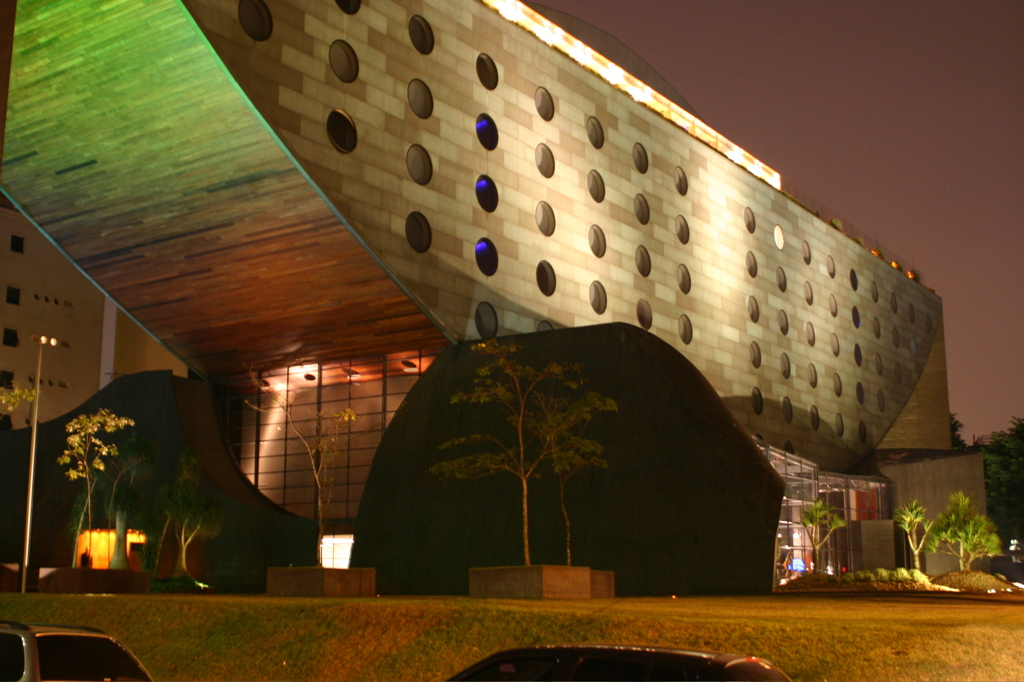
Além de um famoso hotel paulistano, o Hotel Unique é um dos símbolos da arquitetura da cidade.

Grandes redes de hotéis cujo público-alvo é o corporativo estão instaladas na cidade e possuem filiais espalhadas em várias das suas centralidades. Possui entre 410 e 550 hotéis, disponibilizando ao visitante entre 42.000 e 50.000 quartos.
Em 2009, o turismo em São Paulo alcançou um novo recorde, recebendo 11,3 milhões de turistas durante o ano, sendo 9,7 milhões domésticos (turistas brasileiros) e 1,6 milhões de estrangeiros, os quais deixaram R$ 8,5 bilhões na cidade.
Em 2008, foram recebidos 11 milhões de turistas. Dos 9 milhões de turistas domésticos, 25% são paulistas, seguidos pelos mineiros. Entre os turistas estrangeiros, os norte-americanos e argentinos são os que mais visitam a cidade de São Paulo.

Teatro Municipal de São Paulo, uma das principais casas de ópera do país.

São Paulo é a o maior centro financeiro do país, e dispõe de uma vasta quantia de equipamentos culturais e atividades de lazer. São 280 cinemas, 160 teatros, 110 museus e 39 centros culturais, alguns atendendo a parcela de maior poder aquisitivo, outros contemplando mais o público popular, o que leva muitos a dizerem que "sempre há um programa para se fazer em São Paulo". A vida noturna da cidade é referência e um de seus pontos altos. Isso sem falar nas compras, com mais de 45 shoppings e dezenas de ruas de comércio especializado. E na gastronomia, são mais de 12 mil restaurantes, com 52 tipos de cozinha.
A cidade ainda conta com o Anhembi Parque, uma empresa administrada pela São Paulo Turismo S/A pertencente ao município de São Paulo.Além de gerenciar o Anhembi, a SP Turis administra o Autódromo de Interlagos e eventos paulistanos de grande porte. Conta com: Pavilhão de Exposições, o maior do país, Sambódromo Pólo Cultural e Esportivo Grande Otelo, Auditório Elis Regina, Anhembi Parque e o Hotel Holiday Inn, o maior hotel do Brasil.